# 김재영 (1977년)
김재영(본명 : 김준규, 1977년 ~ )은 대한민국의 배우이다.

## 학력
- 중앙대학교 대학원 연극과
- 중앙대학교 연극학과

## 출연작

### 영화
- 《한산: 용의 출현》 (2022년) - 정운 역
- 《경관의 피》 (2022년) - 단발머리 역
- 《사라진 시간》 (2020년) - 수혁친구 2 역
- 《악인전》 (2019년) - 검사 역
- 《인랑》 (2018년) - 인랑 4 역
- 《대장 김창수》 (2017년) - 김상노 역
- 《보안관》 (2017년) - 곽 전무 역
- 《방 안의 코끼리》 (2016년) - 준원 역
- 《허삼관》 (2015년) - 조씨 역
- 《군도: 민란의 시대》 (2014년) - 금산 역
- 《롤러코스터》 (2013년) - 김초롱 승무원 역
- 《분노의 윤리학》 (2013년) - 군대동기 역
- 《범죄와의 전쟁: 나쁜놈들 전성시대》 (2012년) - 판호 조직원 5 역
- 《청춘》 (2000년) - 서완재 역

### 드라마
- 《원 더 우먼》 (2021년, SBS) - 이봉식 역
- 《나의 나라》 (2019년, JTBC) - 태령 역
- 《기담전설 2 - 소름》 (2009년, E채널) - 현 역
- 《맨땅에 헤딩》 (2009년, MBC) - 취객 역